# بانوراما حرب أكتوبر
بانوراما حرب أكتوبر أُنشئت بالتعاون بين مصر وكوريا الشمالية عام 1983 تخليداً واحتفاء بذكرى انتصار مصر في حرب السادس من أكتوبر. تقع في مصر الجديدة ب شارع صلاح سالم بجانب ستاد القاهرة الدولي. المبنى اسطواني الشكل، يحيط بجدرانه الداخلية لوحات وصور تمثل المعارك الهامة التي خاضتها مصر بدءًا بالمعركة التي خاضها الملك نارمر لتوحيد القطرين ومروراً بالمعركة التي طرد فيها أحمس الهكسوس في عام 1520 قبل الميلاد، و معركة المنصورة في عام 1250، ومعركة بورسعيد في عام 1956، وأخيراً نصر أكتوبر في عام 1973 حيث هزم الجيش المصري الجيش الإسرائيلي وطرده من أراضي سيناء.
يوجد منصة دائرية حيث يجلس الحاضرون وتتحرك بهم المنصة ليشاهد الحاضرون صور زيتية جدارية ثلاثية الأبعاد تمثل معركة أكتوبر المجيدة. كما يوجد بالبانوراما قاعة عرض لمشاهدة أفلام تعرض مشاهد حقيقية حرب 1967 وحرب 1973. وفي مدخل البانوراما يوجد طائرات ودبابات استخدمت في الحرب ويستطيع الحاضرون تسلقها والتقاط الصور التذكارية.

## معرض صور

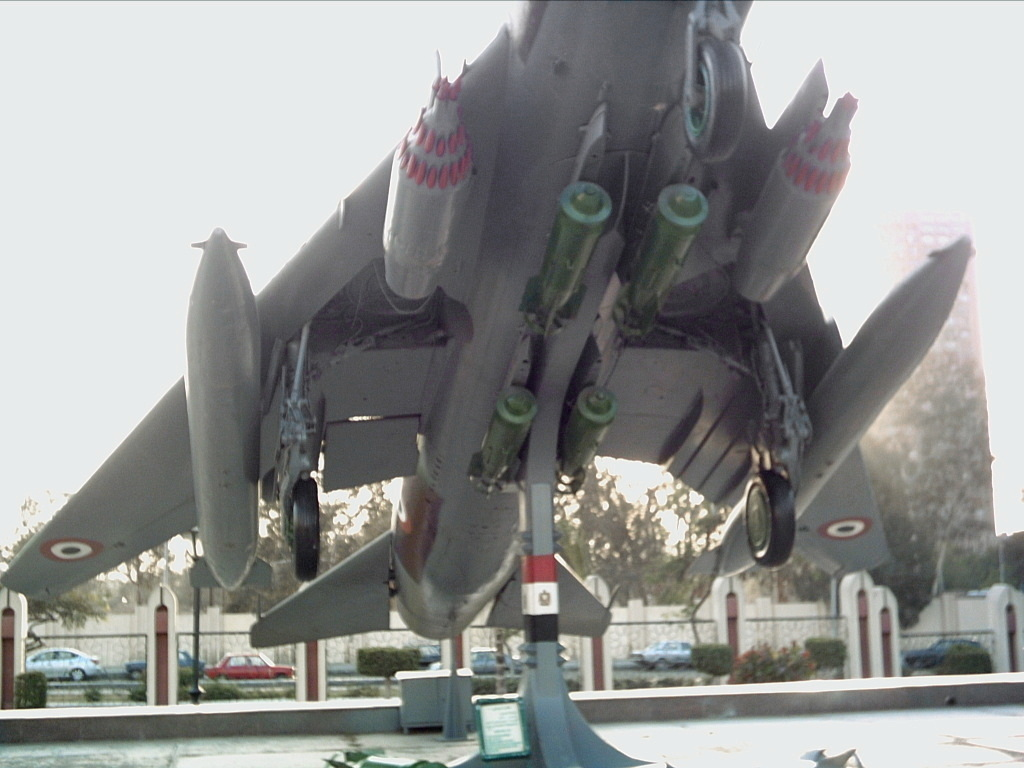
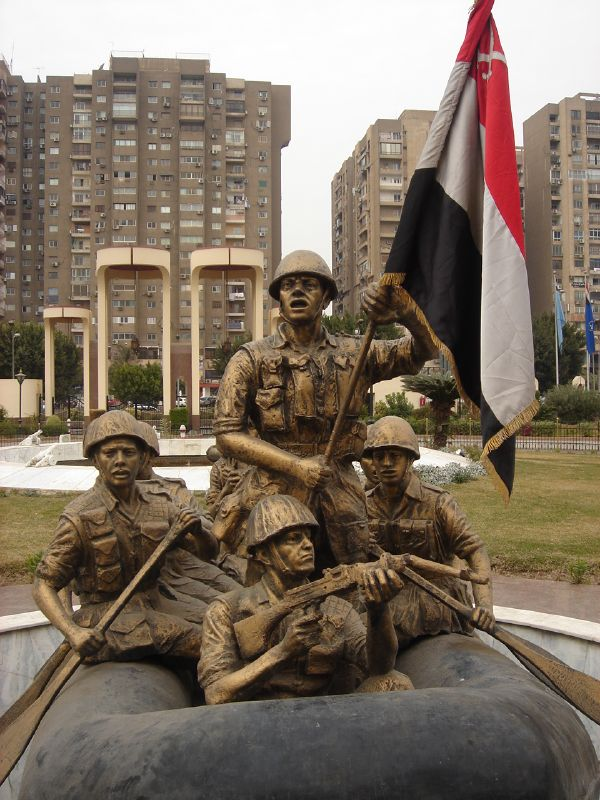
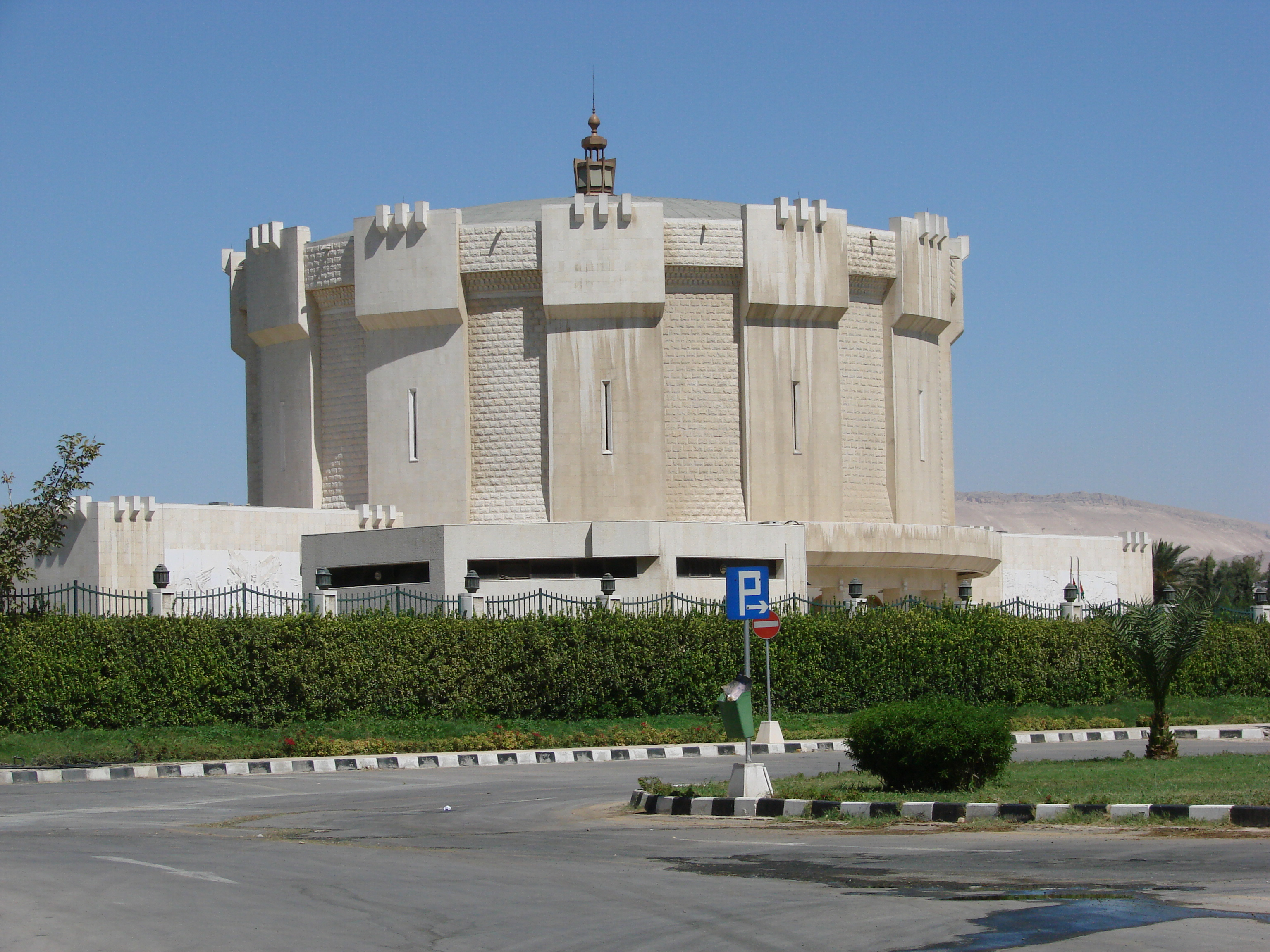
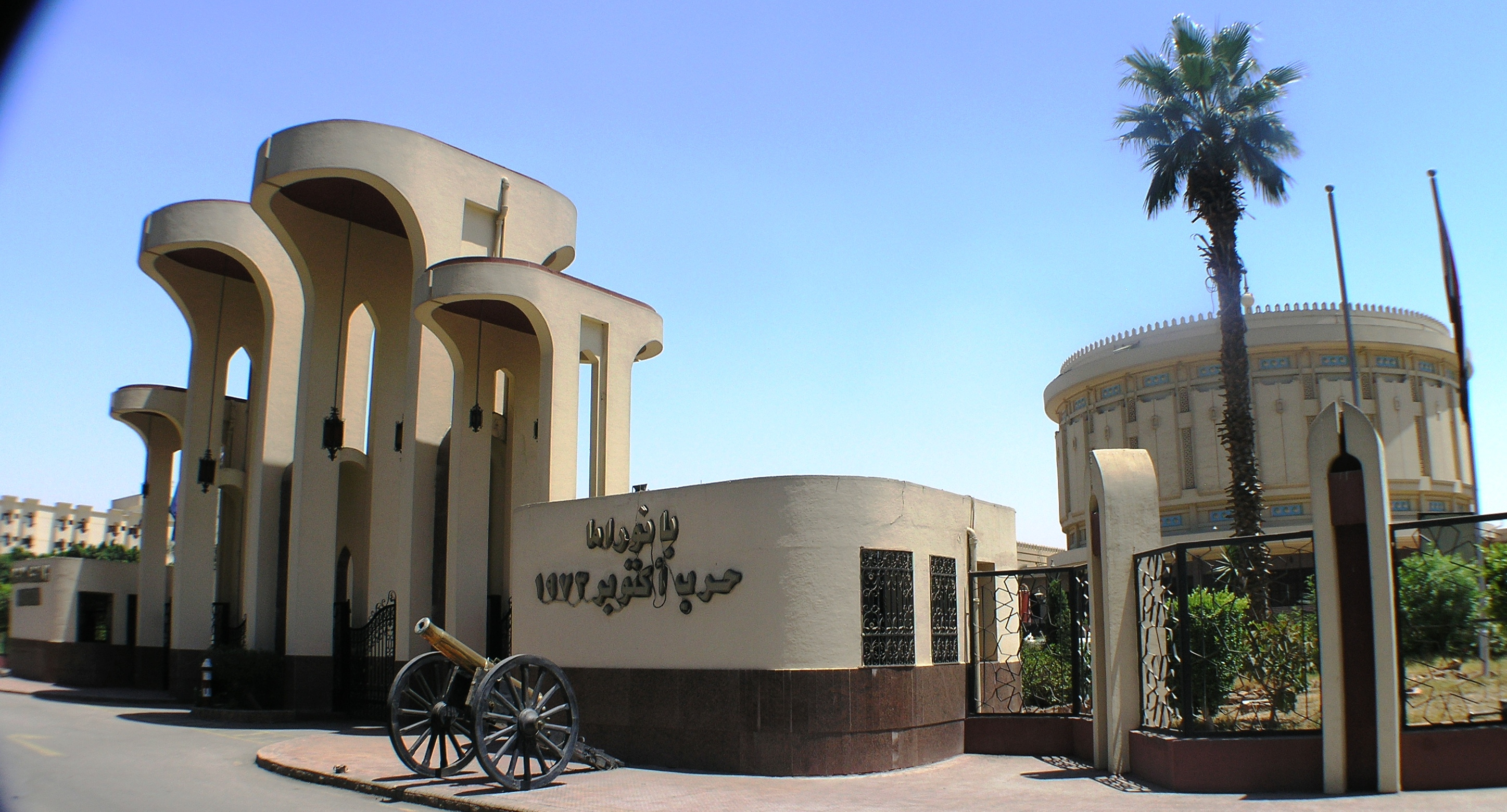
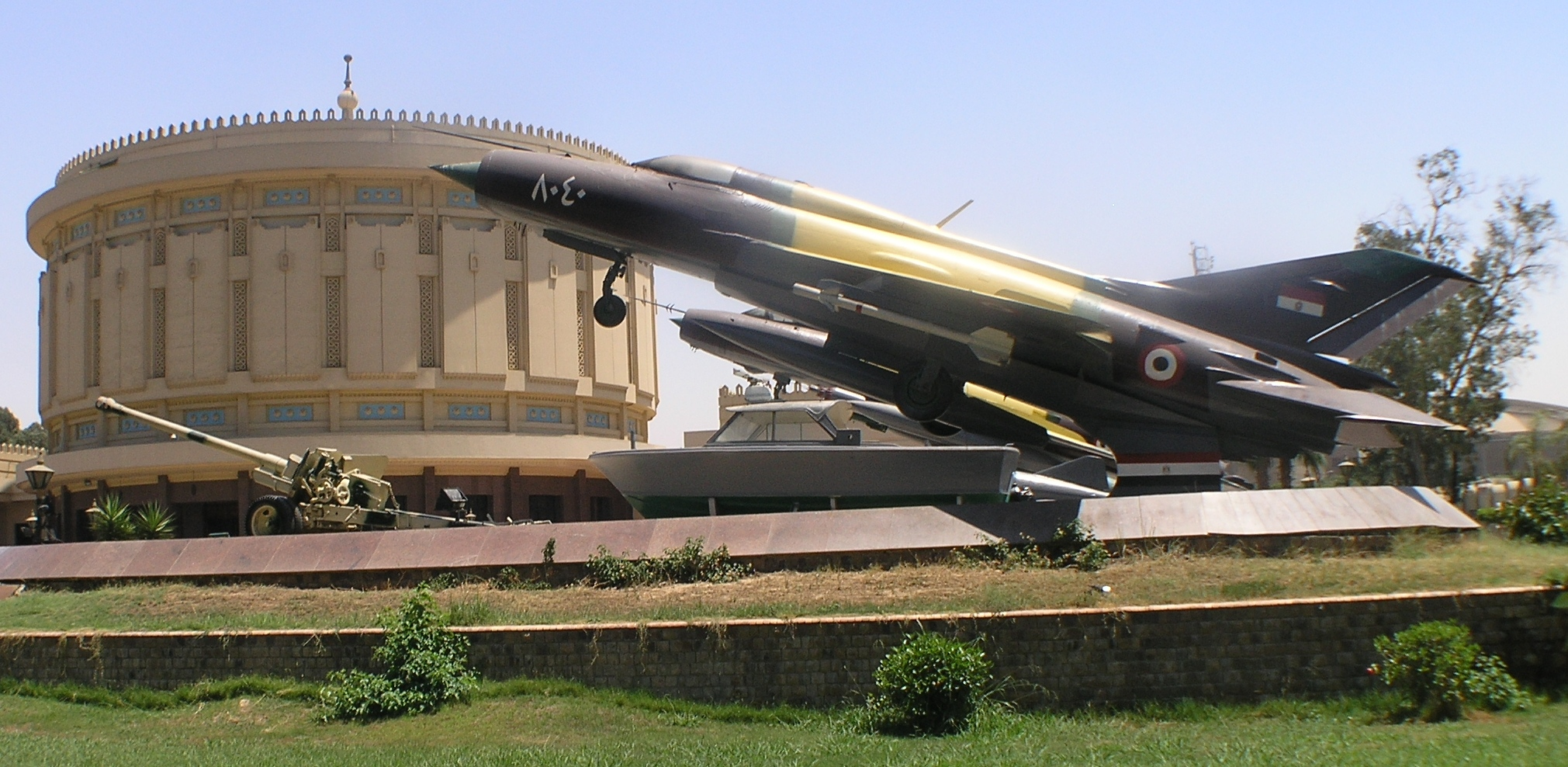
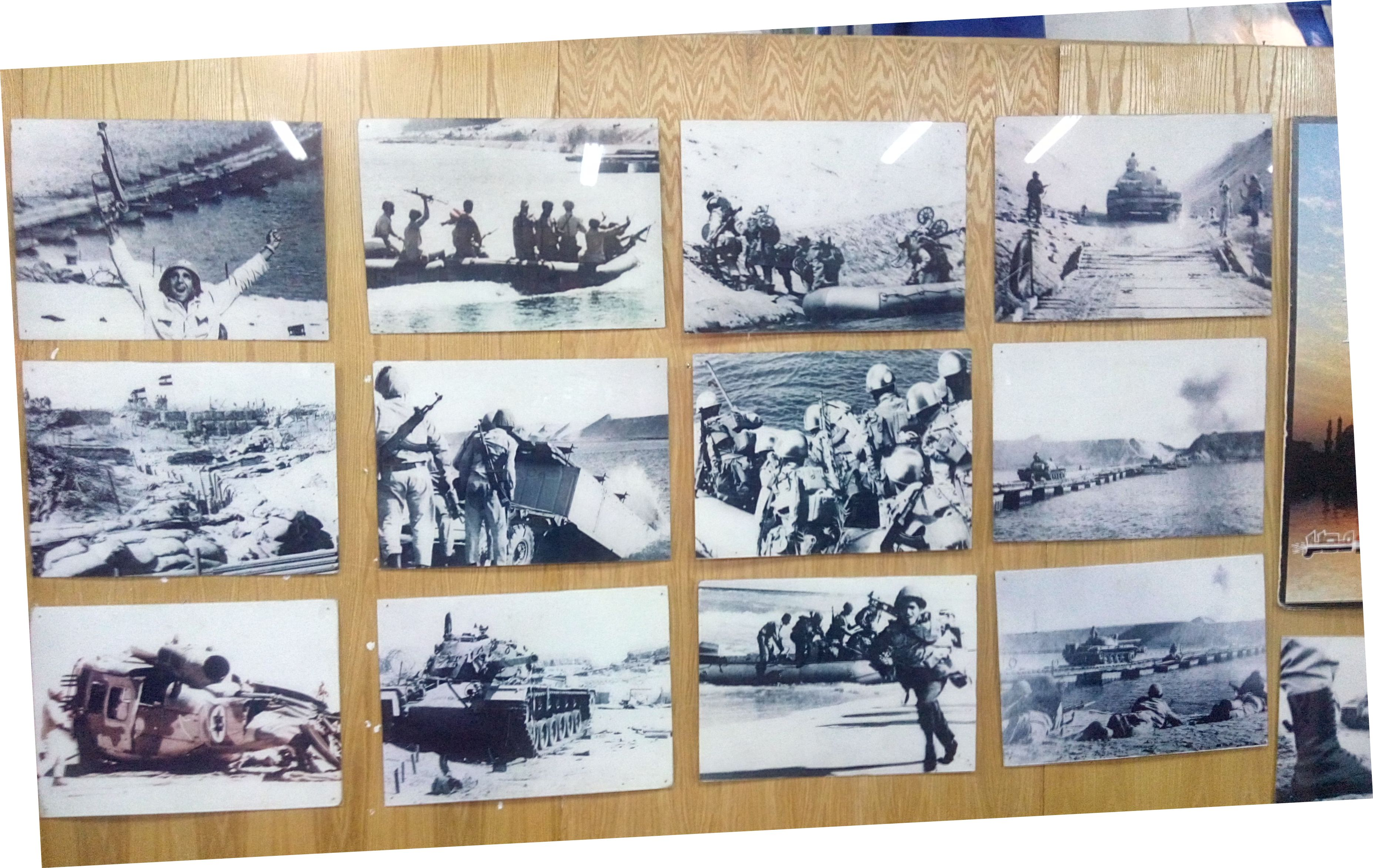
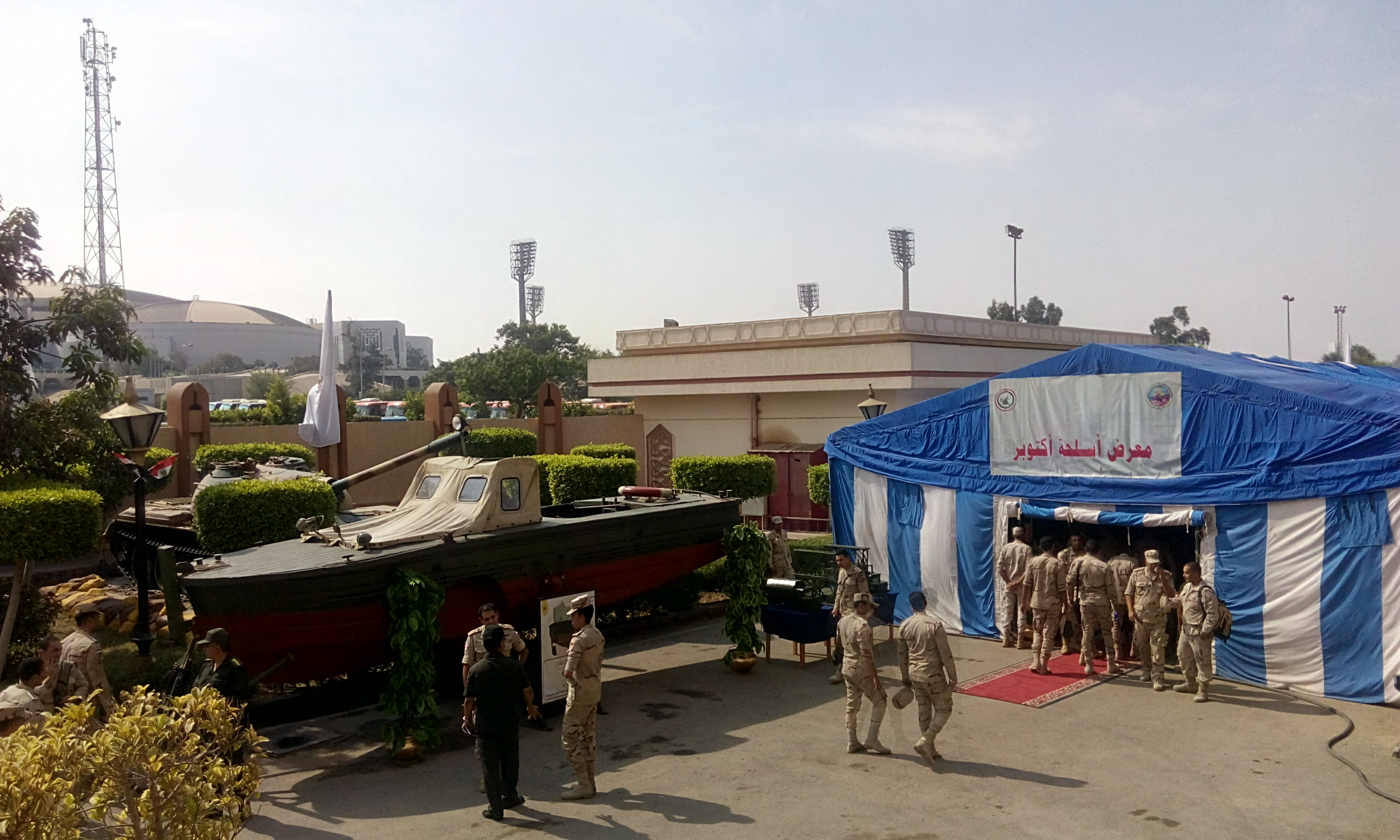
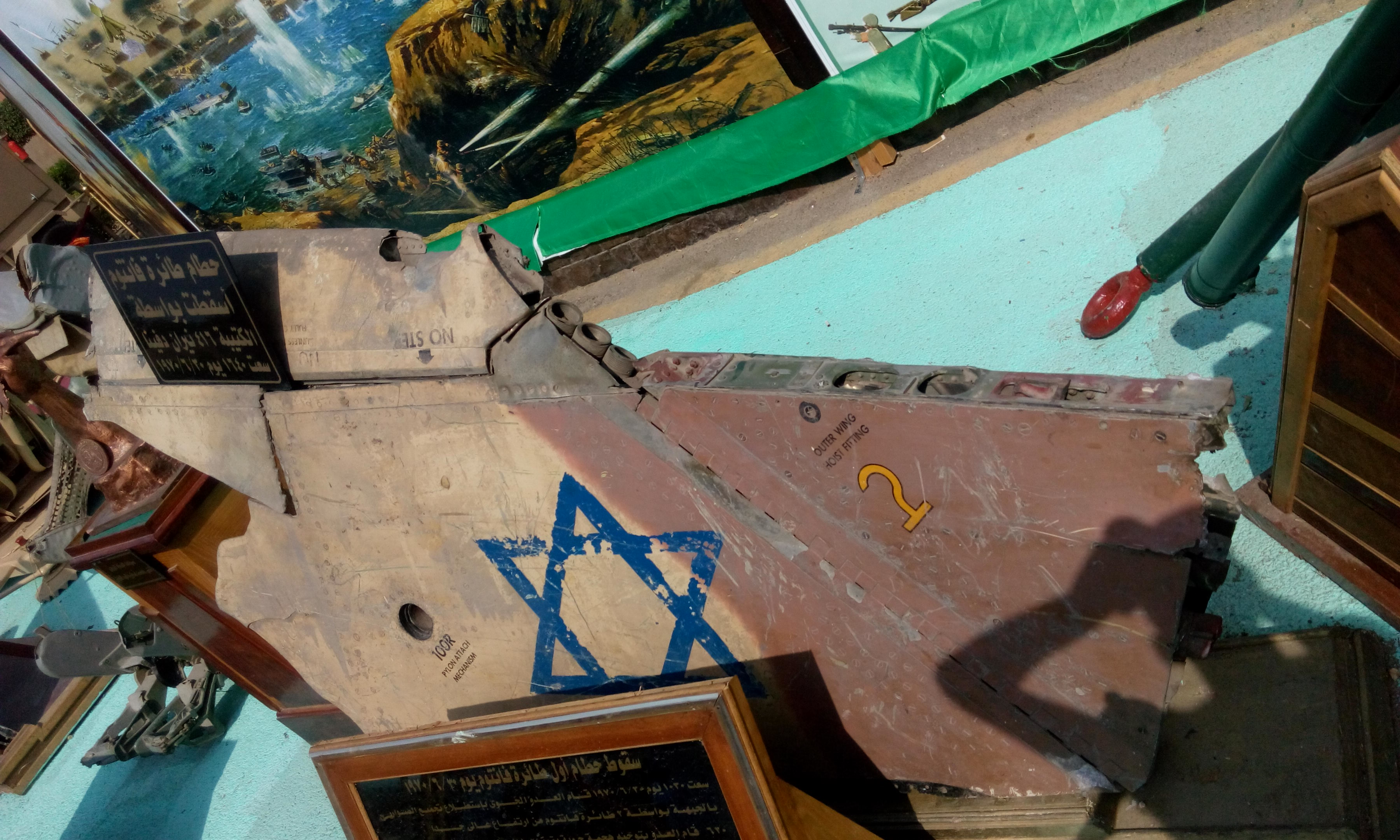
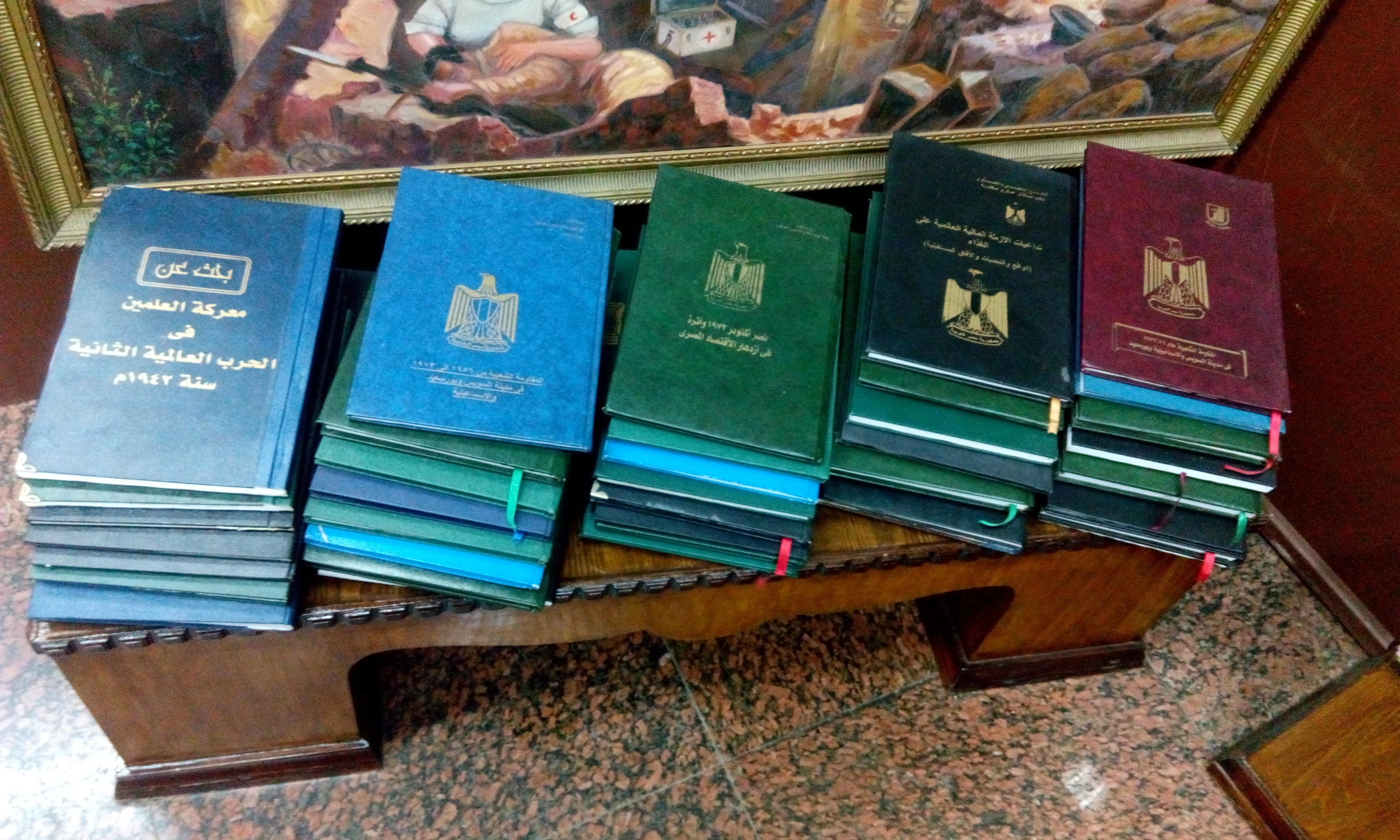
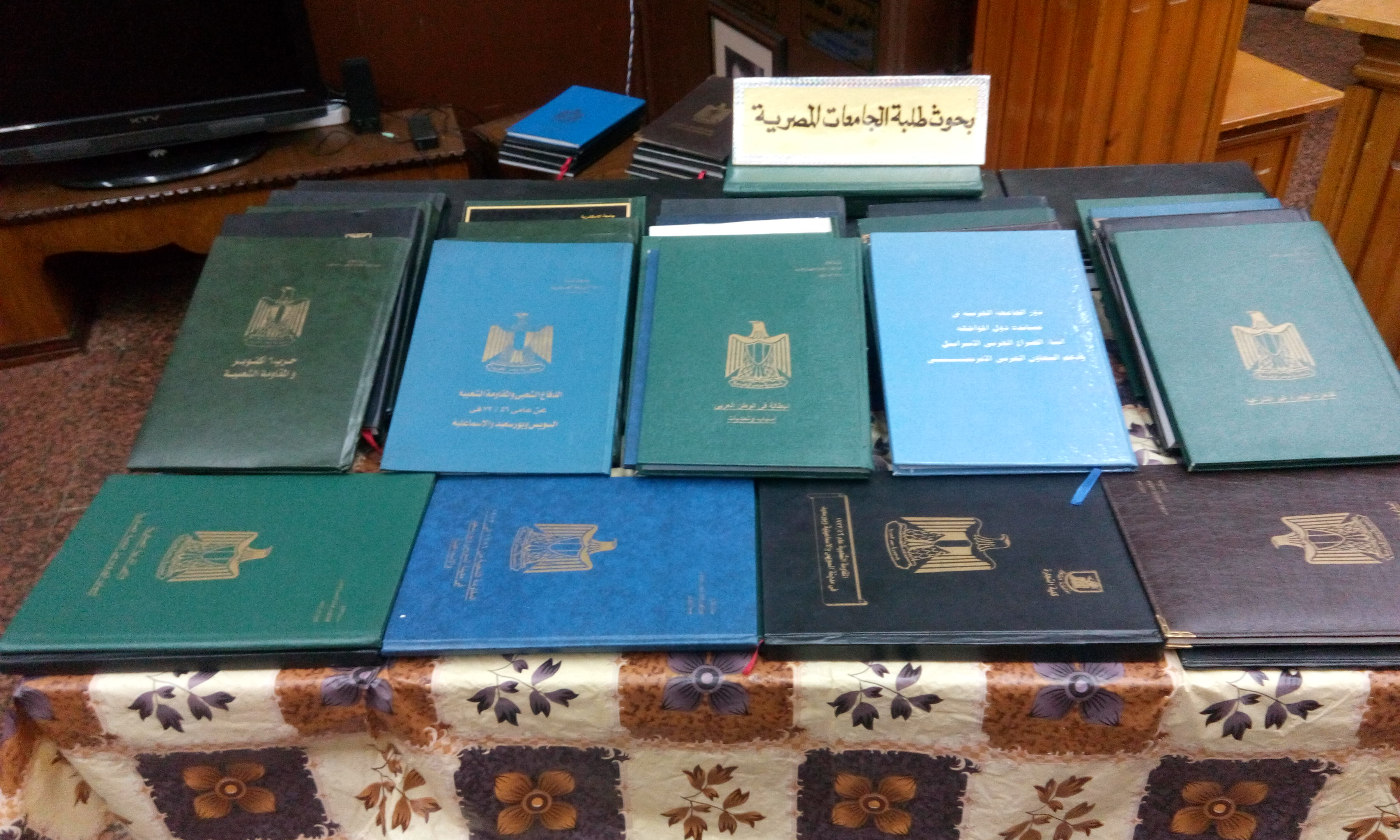
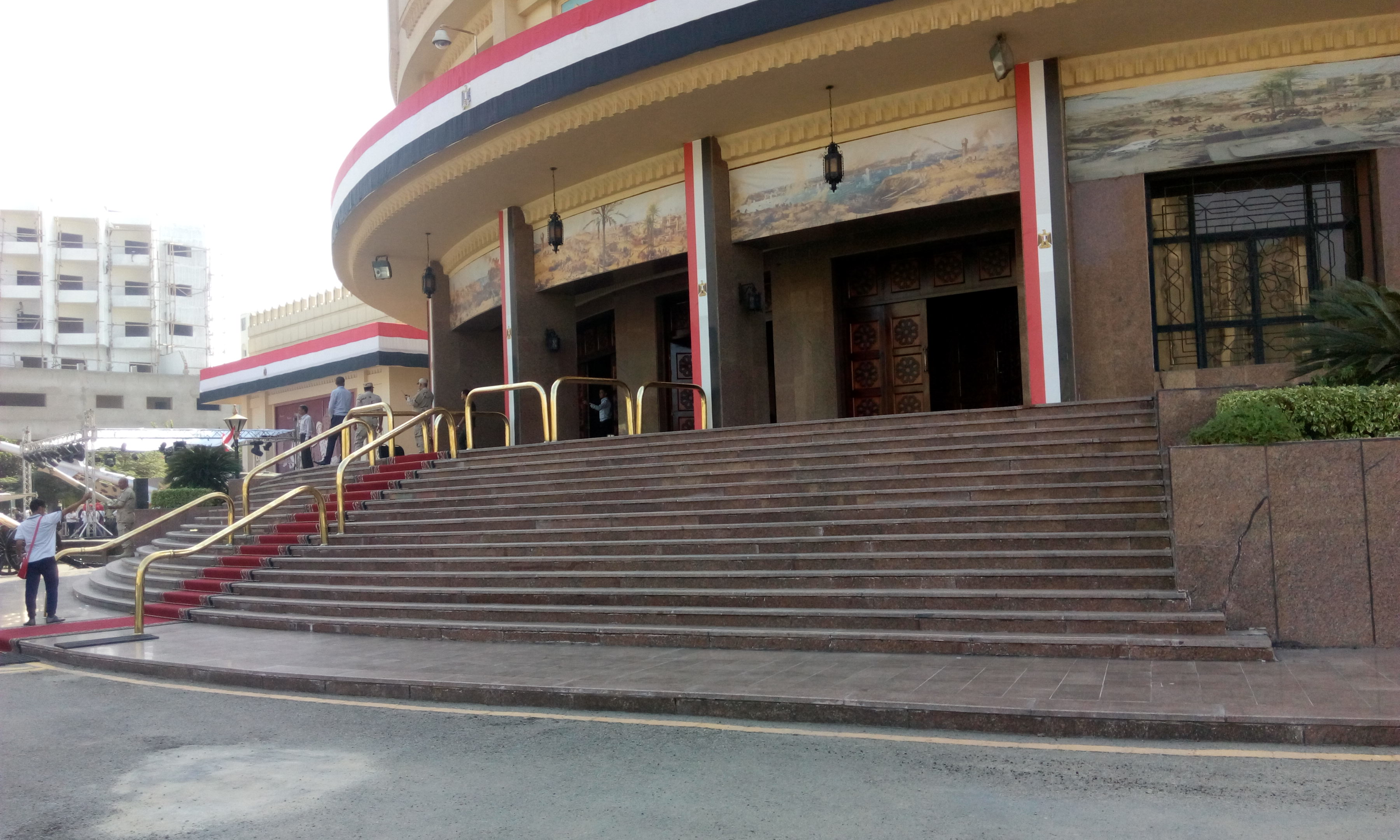
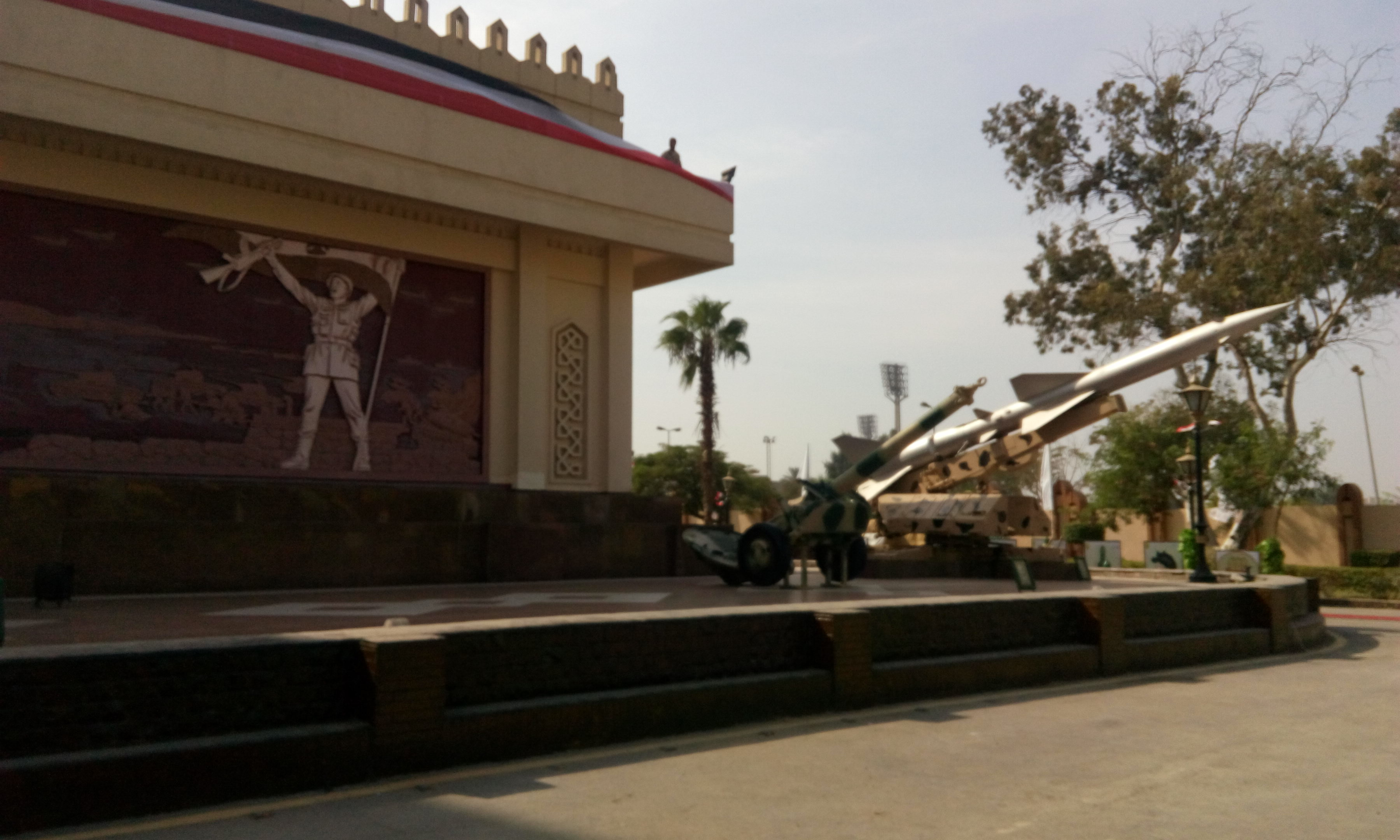
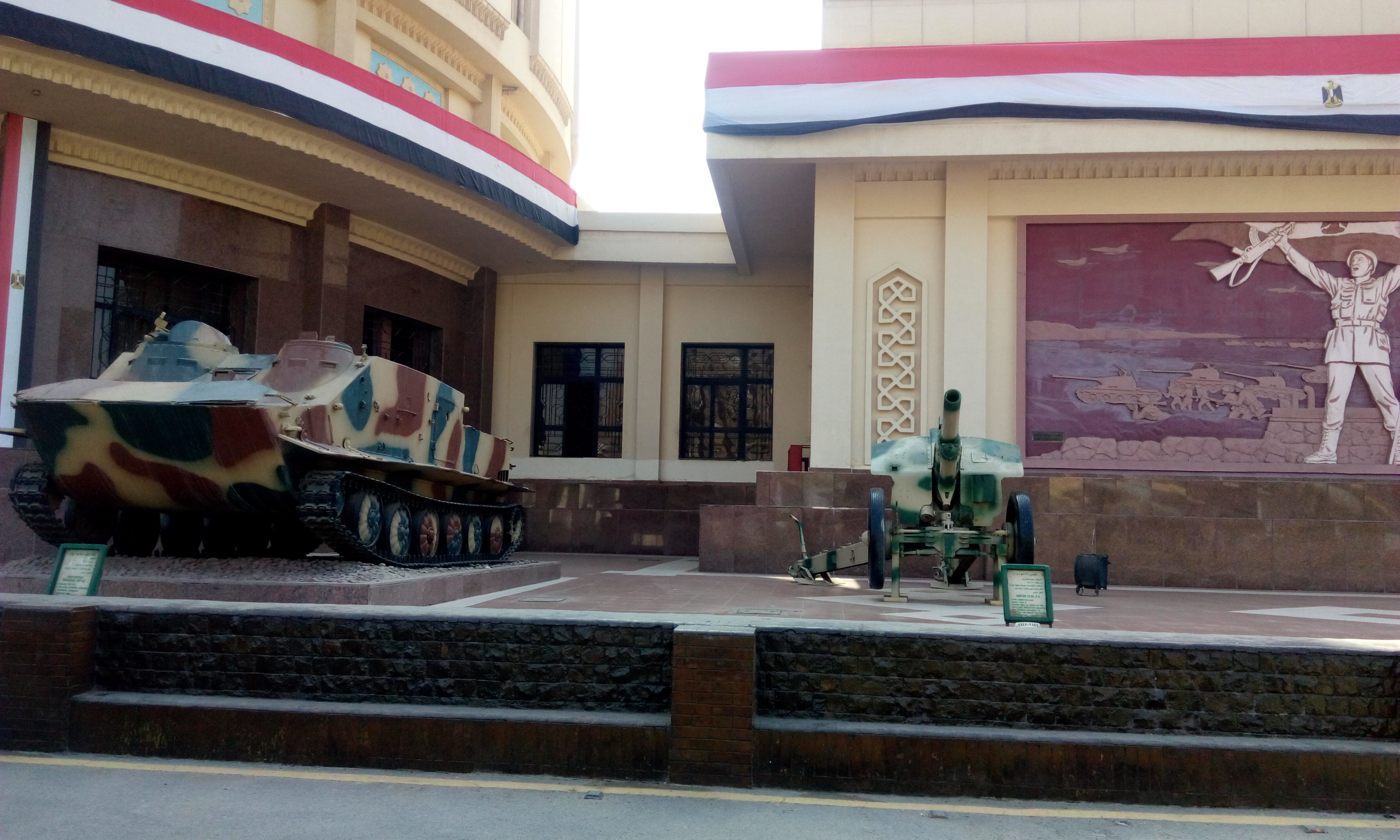
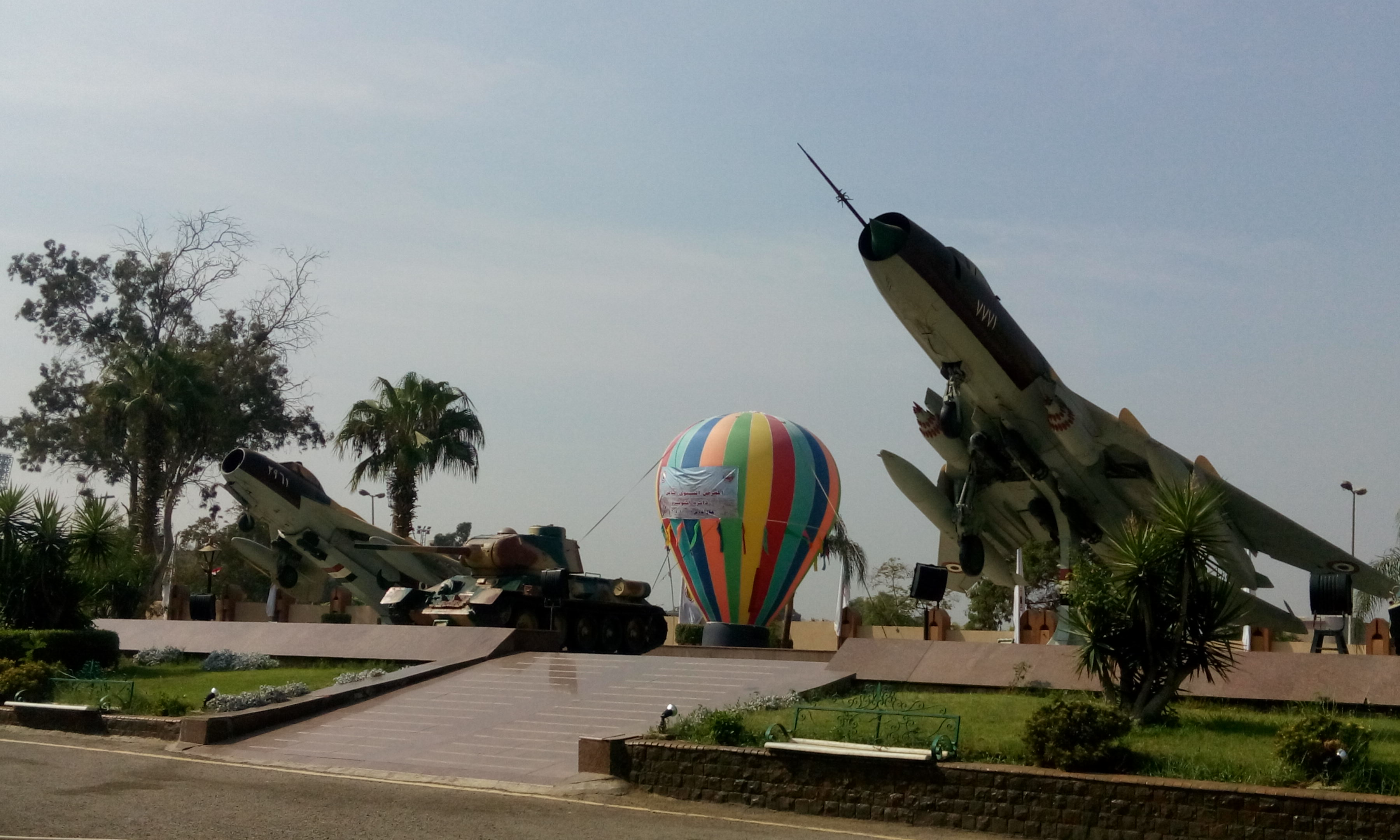
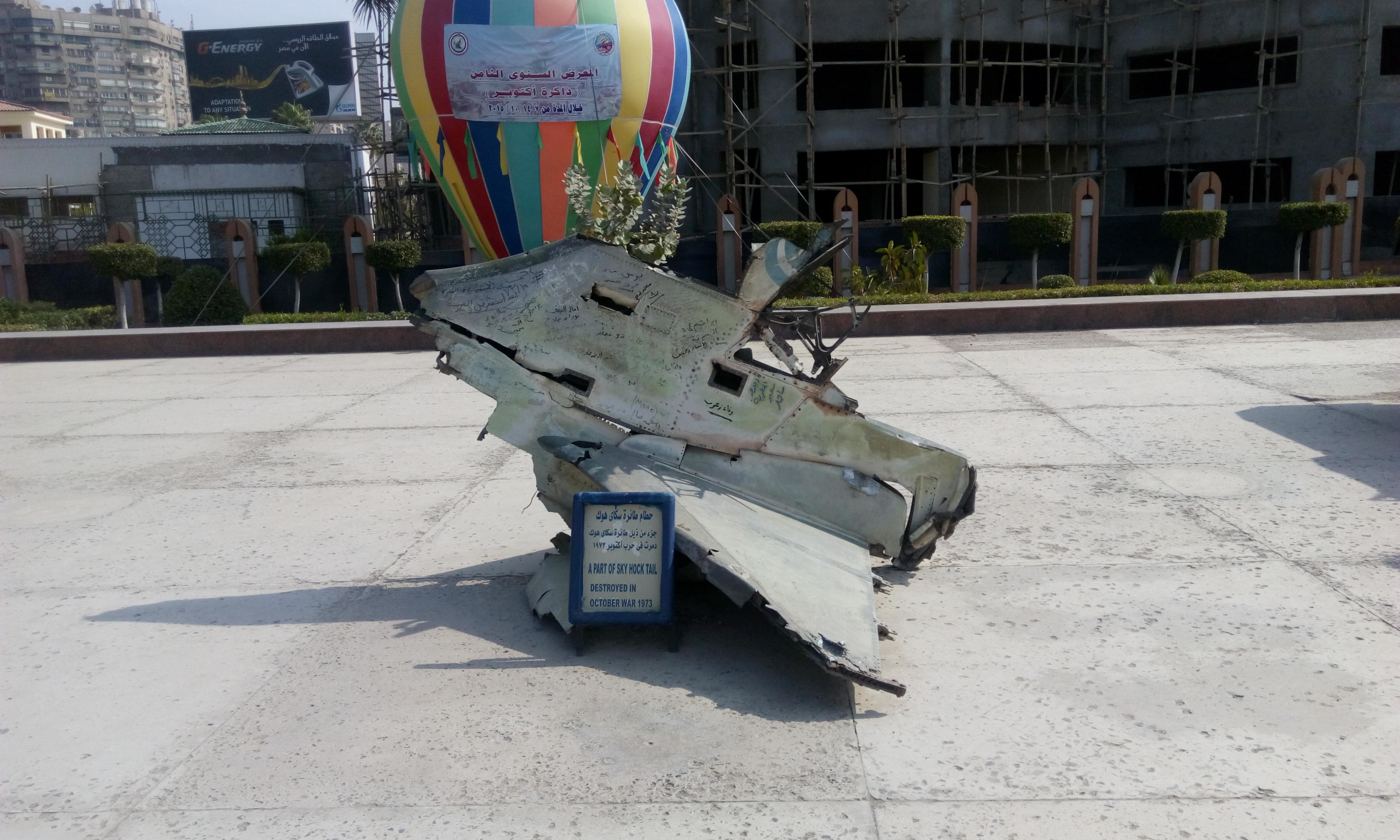
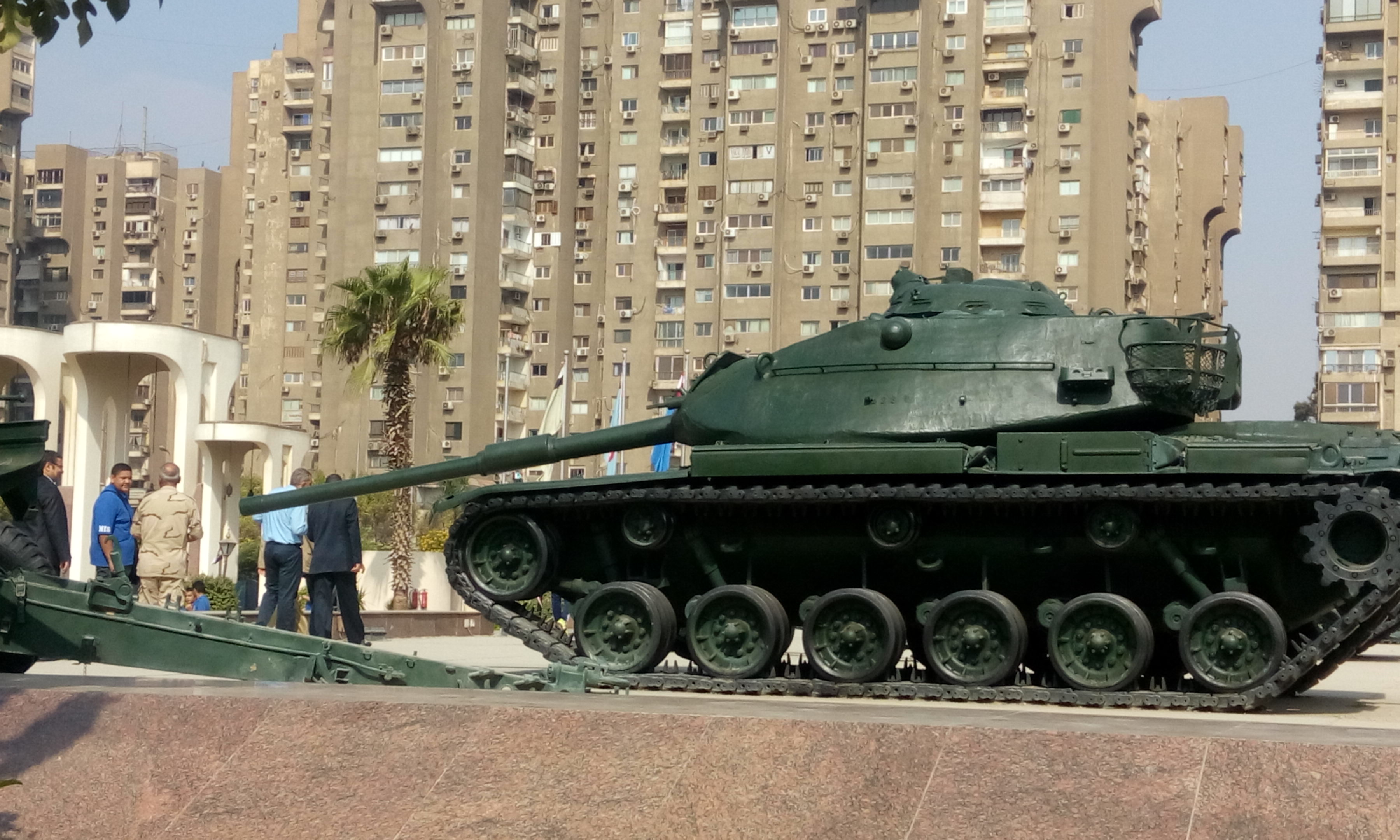
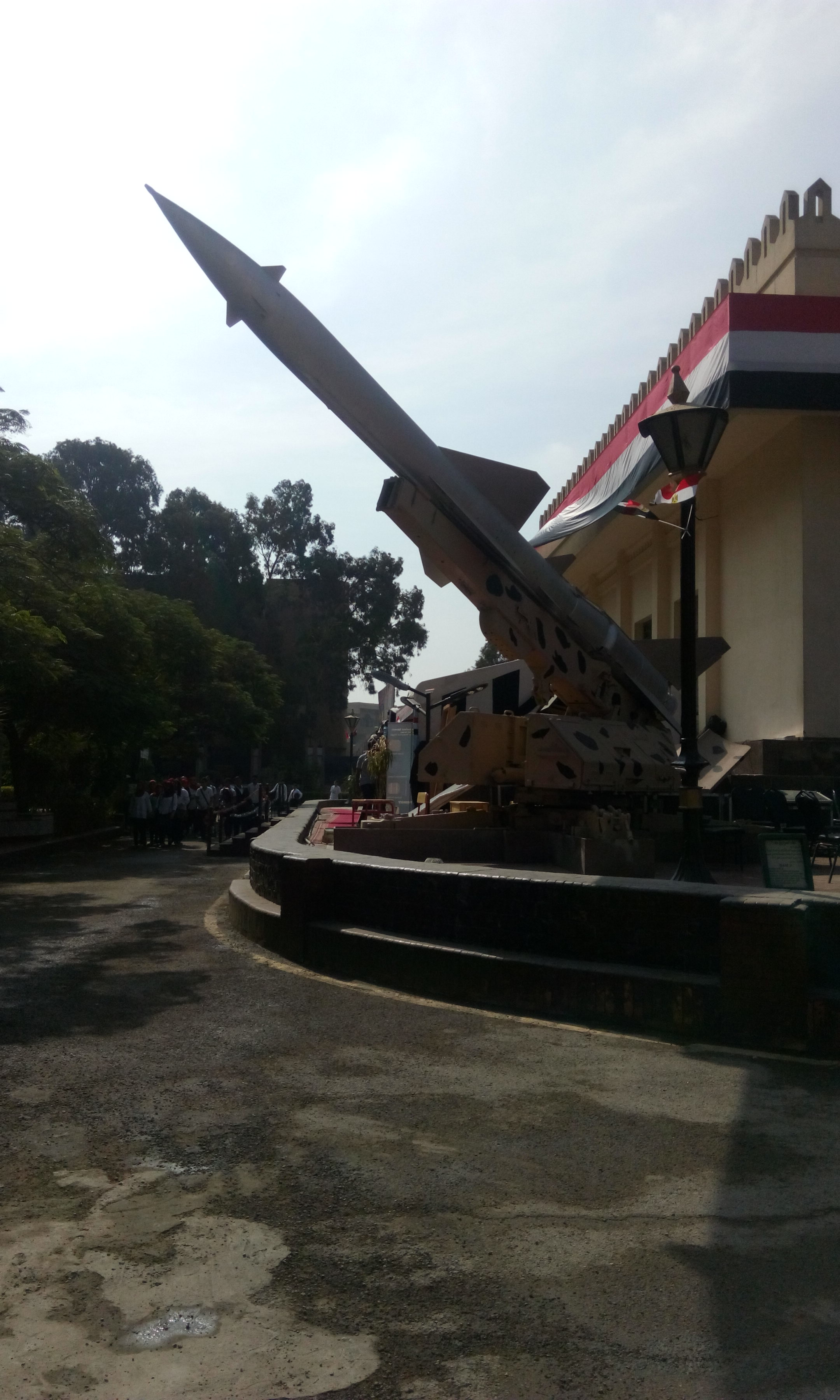
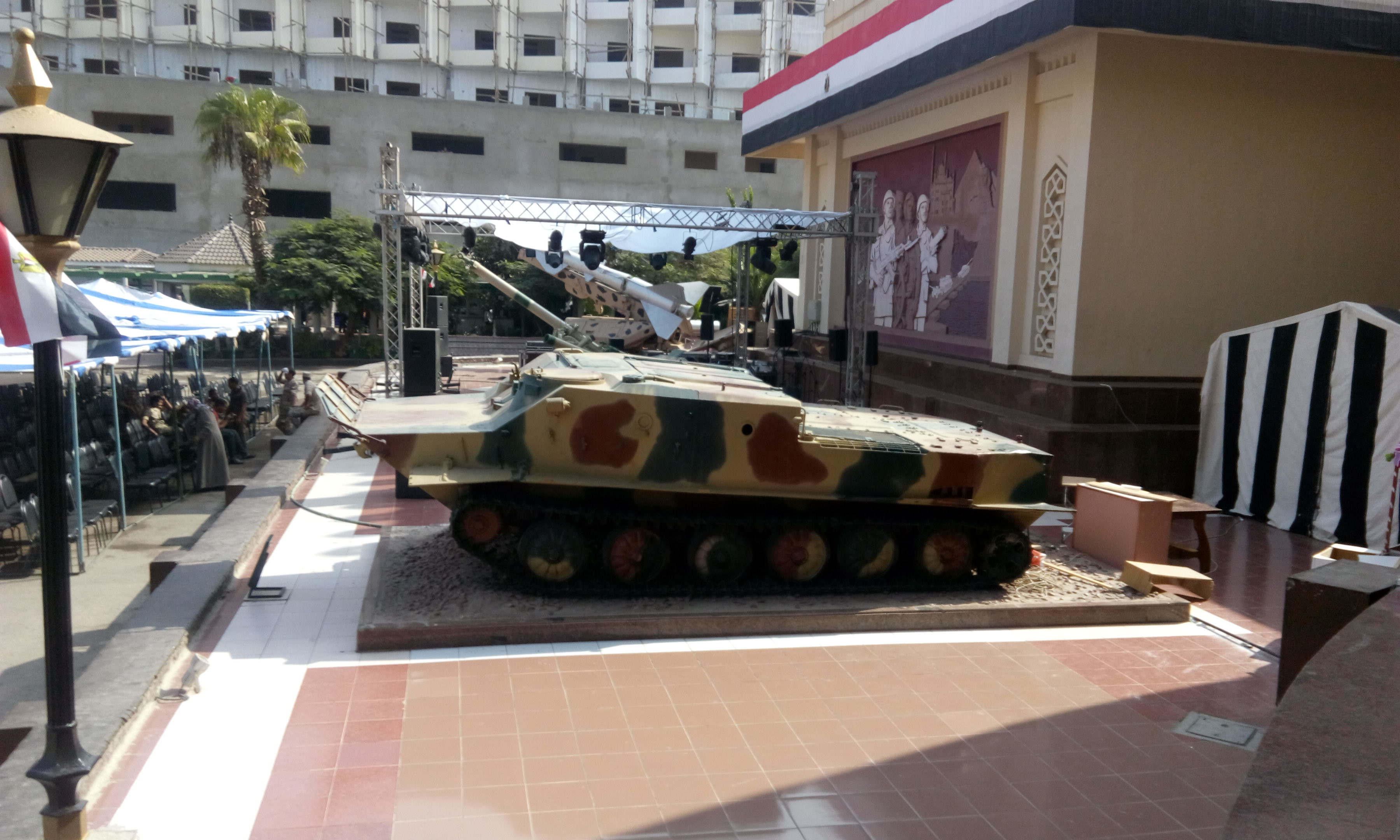
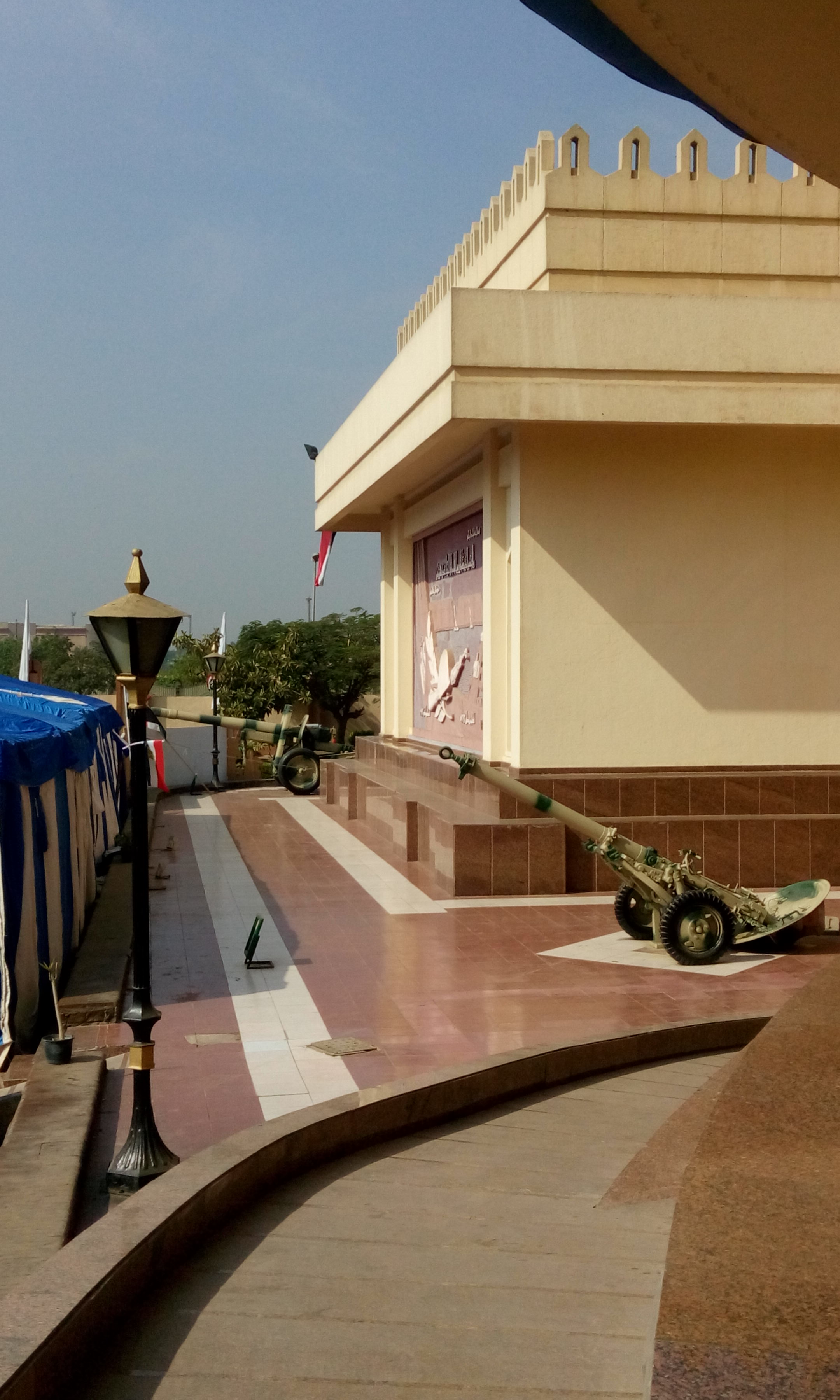

## وصلات خارجية
- الهيئة العامة للاستعلامات